# Aurélien Paret-Peintre
Aurélien Paret-Peintre (Annemasse, 27 de febrero de 1996) es un ciclista francés, miembro del equipo Decathlon AG2R La Mondiale Team.

## Palmarés
2021
- Gran Premio Ciclista la Marsellesa

2023
- 1 etapa del Tour de los Alpes Marítimos y de Var
- 1 etapa del Giro de Italia

2024
- 1 etapa del Tour de los Alpes

## Resultados en Grandes Vueltas
| Carrera | Carrera         | 2018 | 2019 | 2020 | 2021 | 2022 | 2023 | 2024 | 2025 |
| ------- | --------------- | ---- | ---- | ---- | ---- | ---- | ---- | ---- | ---- |
|         | Giro de Italia  | —    | —    | 16.º | —    | —    | 15.º | 26.º | —    |
|         | Tour de Francia | —    | —    | —    | 15.º | Ab.  | 55.º | —    | 25.º |
|         | Vuelta a España | —    | —    | —    | —    | —    | —    | —    | —    |

—: no participa

Ab.: abandono

## Equipos
- AG2R (08.2018-)
  - AG2R La Mondiale (08.2018-2020)
  - AG2R Citroën Team (2021-2023)
  - Decathlon AG2R La Mondiale Team (2024-)